# Jeremy Hunt (cykelrytter)
 Der er flere personer med dette navn, se Jeremy Hunt (politiker).
Jeremy Hunt (født 12. marts 1974) er en britisk tidligere professionel cykelrytter.